# Sharmila Devi
Sharmila Devi (en hindi : शर्मिला देवी) née le 10 octobre 2001 est une joueuse indienne de hockey sur gazon. Elle est originaire de Hisar, Haryana.

## Carrière
En 2021, elle est sélectionnée dans l'équipe indienne qui participera aux Jeux Olympiques de Tokyo.